# Heterochaete sanctae-catharinae
Heterochaete sanctae-catharinae är en svampart som beskrevs av Möller 1895. Heterochaete sanctae-catharinae ingår i släktet Heterochaete och familjen Auriculariaceae.   Inga underarter finns listade i Catalogue of Life.